# Rasa de Vila-seca (Aigua d'Ora)
|  | Aquest article tracta sobre el torrent de la conca de l'Aigua d'Ora. Vegeu-ne altres significats a «Rasa de Vila-seca». |

La Rasa de Vila-seca és un torrent afluent per l'esquerra de la Rasa de la Vallanca el curs del qual transcorre íntegrament pel terme municipal de Navès.

## Xarxa hidrogràfica
La Rasa de Vila-seca no té cap afluent.